# Loi sur l'Irlande du Nord de 1998
La loi sur l'Irlande du Nord de 1998 (en anglais Northern Ireland Act 1998) est une loi du Parlement du Royaume-Uni établissant un pouvoir législatif dévolu en Irlande du Nord, après vingt-six années d'administration directe du gouvernement du Royaume-Uni.
Elle consiste à prendre de nouvelles dispositions concernant le gouvernement d'Irlande du Nord, aux fins de mise en œuvre de l'accord du Vendredi saint.

## Origines et conséquences juridiques
Ce texte constitue la traduction de l'accord du Vendredi saint (Good Friday Agreement), censé mettre fin au conflit nord-irlandais, signé le 10 avril 1998 et ratifié par référendum le 23 mai. Il abroge la loi sur le gouvernement de l'Irlande de 1920 et une partie de la loi constitutionnelle sur l'Irlande du Nord de 1973.

## Principales dispositions
La loi établit une Assemblée nord-irlandaise, dotée d'un pouvoir législatif et constituée de cent-huit membres. L'appartenance à l'Assemblée est subordonnée à une prestation de serment, qui soumet les députés (MLAs) à une certaine exigence de comportement et de responsabilités.
L'Irlande du Nord est confirmée comme constituant une partie du Royaume-Uni, jusqu'à ce que, ou à moins que, une majorité de votes, à l'occasion d'un référendum, en décide autrement.
L'Assemblée dispose du pouvoir de modifier toute loi du Parlement du Royaume-Uni, dans la mesure où les dispositions concernées feraient partie de la législation d'Irlande du Nord. Elle ne peut cependant exercer certaines compétences, qui reste du domaine exclusif du gouvernement du Royaume-Uni, en consultation avec l'Etat d'Irlande, par l'intermédiaire de la conférence intergouvernementale britannico-irlandaise.

## Application et suspension
Le 25 juin 1998 se sont tenues les premières élections à l'Assemblée nord-irlandaise. Il a cependant fallu attendre le 2 décembre 1999 pour que le premier gouvernement autonome nord-irlandais, dirigé par l'unioniste protestant David Trimble et le catholique républicain Seamus Mallon, soit formé. Celui-ci a été rapidement suspendu, pendant quelques mois au début de l'année 2000, puis de manière indéfinie à compter du 15 octobre 2002.
Des élections législatives locales se sont tenues le 26 novembre 2003, mais aucun cabinet n'a été formé. Il a donc fallu attendre l'année 2007 pour que les dispositions relatives à la dévolution du pouvoir s'appliquent de nouveau. À la suite des élections du 7 mars, un nouvel exécutif a été constitué entre les quatre plus grandes formations locales le 8 mai 2007.